# Фамилија Кабрера Ортега, Ехидо Сонора (Мексикали)
Фамилија Кабрера Ортега, Ехидо Сонора (шп. Familia Cabrera Ortega, Ejido Sonora) насеље је у Мексику у савезној држави Доња Калифорнија у општини Мексикали. Насеље се налази на надморској висини од 10 м.

## Становништво
Према подацима из 2005. године у насељу су живела 2 становника.

### Хронологија
| Година       | 2005 |
| ------------ | ---- |
| Становништво | 2    |

### Попис
| # | Индикатор                        | Вредност |
| - | -------------------------------- | -------- |
| 1 | Укупно појединачних домаћинстава | 1        |